# 1969 en sport
Cette page présente les faits marquants de l'année 1969 en sport.

## Automobile
- Jackie Stewart remporte le Championnat du monde de Formule 1 au volant d'une Matra-Ford.

## Baseball
- Fondation des Expos de Montréal, une équipe du baseball majeure, la première hors des États-Unis.
- Les New York Mets remportent les World Series face aux Baltimore Orioles.
- Finale du championnat de France : Pirates de Paris bat Cagnes-sur-Mer

## Basket-ball
- NBA : les Boston Celtics sont champion NBA en battant en finales les Los Angeles Lakers manches 4 à 3.
- ASVEL Lyon-Villeurbanne est champion de France.

## Cyclisme
- 21 juillet : Eddy Merckx remporte son premier Tour de France ; en plus du maillot jaune, il remporte le classement par points (maillot vert) et celui du meilleur grimpeur (maillot à pois) ainsi que huit étapes.

## Football américain
- 12 janvier : Super Bowl III : New York Jets 16, Baltimore 7.

## Hockey sur glace
- Les Canadiens de Montréal remportent la Coupe Stanley.
- Coupe Magnus : Saint-Gervais champion de France.
- La Chaux-de-Fonds champion de Suisse.
- L’Union soviétique remporte le championnat du monde face au Canada.

## Rugby à XIII
- 11 mai : à Perpignan, le XIII Catalan remporte la Coupe de France face à Villeneuve-sur-Lot 15-8.
- 25 mai : à Toulouse, le XIII Catalan remporte le Championnat de France face à Saint-Gaudens 12-11.

## Rugby à XV
- Le Pays de Galles remporte le Tournoi des Cinq Nations.
- Le CA Bègles est champion de France.

## Ski alpin
- Coupe du monde
  - L'Autrichien Karl Schranz remporte le classement général de la Coupe du monde.
  - L'Autrichienne Gertrude Gabl remporte le classement général de la Coupe du monde féminine.

## Tennis
- Rod Laver remporte pour la deuxième fois le Grand Chelem de tennis, pour la première fois chez les professionnels.

## Naissances
- 3 janvier : Michael Schumacher, pilote automobile allemand, sept fois champion du monde de Formule 1 (1994, 1995, 2000, 2001, 2002, 2003 et 2004).
- 13 janvier : Stefania Belmondo, skieuse de fond italienne, championne olympique du 30km femmes aux Jeux d'Albertville en 1992 et du 15km départ groupé femmes aux Jeux de Salt Lake City en 2002.
- 28 janvier : Giorgio Lamberti, nageur italien.
- 1er février : Gabriel Batistuta, footballeur argentin.
- 12 février : Steve Backley, athlète britannique.
- 17 février : David Douillet, judoka français.
- 18 février : Aleksandr Moguilny, joueur russe de hockey sur glace, l'un des rares joueurs à avoir gagné la Coupe Stanley, le Championnat du monde et les Jeux olympiques
- 10 mars : József Szabó, nageur hongrois, spécialiste de la brasse.
- 17 mars : Edgar Grospiron, skieur acrobatique français.
- 20 mars : Fabien Galthié, joueur de rugby à XV français.
- 24 mars : Stefan Eberharter, skieur alpin autrichien.
- 31 mars :
  - Francesco Moriero, footballeur italien.
  - Steve Smith, joueur de basket-ball américain ayant évolué en NBA de 1991 à 2005, champion olympique aux Jeux de Sydney en 2000.
- 1er avril : Jean-Michel Bayle, pilote moto français
- 8 mai :
  - Fabrice Tiozzo, boxeur français.
  - Akebono Taro, sumotori américain.
- 10 mai : Dennis Bergkamp, footballeur néerlandais.
- 14 mai : Alexandra Ledermann, cavalière française.
- 15 mai : Emmitt Smith, joueur de football US américain.
- 7 juin : Rachel Hunter, cavalière canadienne de concours complet.
- 14 juin :
  - Steffi Graf, joueuse de tennis allemande.
  - Jackson Richardson, handballeur français.
- 15 juin : Cédric Pioline, joueur de tennis français.
- 17 juin : Paul Tergat, athlète kényan.
- 26 juin : Ingrid Lempereur, nageuse belge, spécialiste de la brasse.
- 23 juillet : Stéphane Diagana, athlète français, champion du monde du 400 mètres haies en 1997  et du relais 4×400 mètres en 2003.
- 4 septembre : Inga Tuigamala, joueur de rugby à XV néo-zélandais qui a joué avec les All-Blacks au poste de trois-quarts aile de 1989 à 1993.
- 5 septembre : Leonardo, footballeur brésilien.
- 19 septembre : Yannick Souvré, basketteuse française.
- 17 octobre : Ernie Els, golfeur sud-africain.
- 20 octobre : Guillermo Pérez-Roldán, joueur de tennis argentin.
- 23 octobre : Christian Schwarzer, handballeur allemand.
- 4 novembre : Michael von Grünigen, skieur alpin suisse.
- 26 novembre : Shawn Kemp, joueur américain de basket-ball.
- 9 décembre : Bixente Lizarazu, footballeur français, champion du monde en 1998 et champion d'Europe en 2000.
- 13 décembre : Sergueï Fiodorov (en russe Сергей Фёдоров), joueur de hockey sur glace russe.
- 16 décembre : Michelle Smith, nageuse irlandaise, championne olympique sur 400 m nage libre, 200 m 4 nages et 400 m 4 nages aux Jeux d'Atlanta en 1996.
- 21 décembre : Phil Daigle, joueur professionnel canadien de hockey sur glace.

## Décès
- 30 janvier : Mikinosuke Kawaishi, 71 ans, judoka japonais, qui fut le pionnier du judo en France à partir des années 1930. (° 1899).
- 15 mai : Joe Malone, joueur de hockey sur glace québécois;
- 26 mai : Paul Hawkins, 31 ans, pilote de course automobile australien. (° 12 octobre 1937).
- 2 juin : Radivoj Korać, 30 ans,basketteur yougoslave. (° 5 novembre 1938).
- 2 août : Harry Hyland, 80 ans, joueur canadien de hockey sur glace. (° 2 janvier 1889).
- 31 août : Rocky Marciano, boxeur américain
- 1er octobre : Gunnar Andersson, footballeur suédois naturalisé français. (° 14 août 1928).
- 5 octobre : Walter Hagen, golfeur américain;
- 12 octobre : Sonja Henie, patineuse artistique norvégienne.
- 30 octobre : Vic Richardson, 74 ans, joueur de cricket australien, comptant 19 sélections en test cricket de 1924 à 1936. (° 7 septembre 1894).